# Nederlandse Gospeltop 10
De Nederlandse Gospeltop 10 is een muziekranglijst op basis van verkoopcijfers voor gospelmuziek. Ruim 11 jaar lang werd deze lijst wekelijks samengesteld aan de hand van verkoopcijfers van de detailhandel. De wekelijkse lijst werd maandelijks uitgezonden op Radio 3 bij de Evangelische Omroep (EO) en gepubliceerd op EO-Teletekst. Ook werd de lijst lange tijd gepubliceerd in het hitlijstenblad Megacharts.
Jaarlijks werd een top 77 samengesteld en uitgezonden door het radioprogramma Spoor 7.
De Nederlandse Gospeltop 10 wordt tegenwoordig alleen nog gepubliceerd in het maandblad Bottomline en door diverse christelijke lokale omroepen uitgezonden.